# Fantasy Fair and Magic Mountain Music Festival

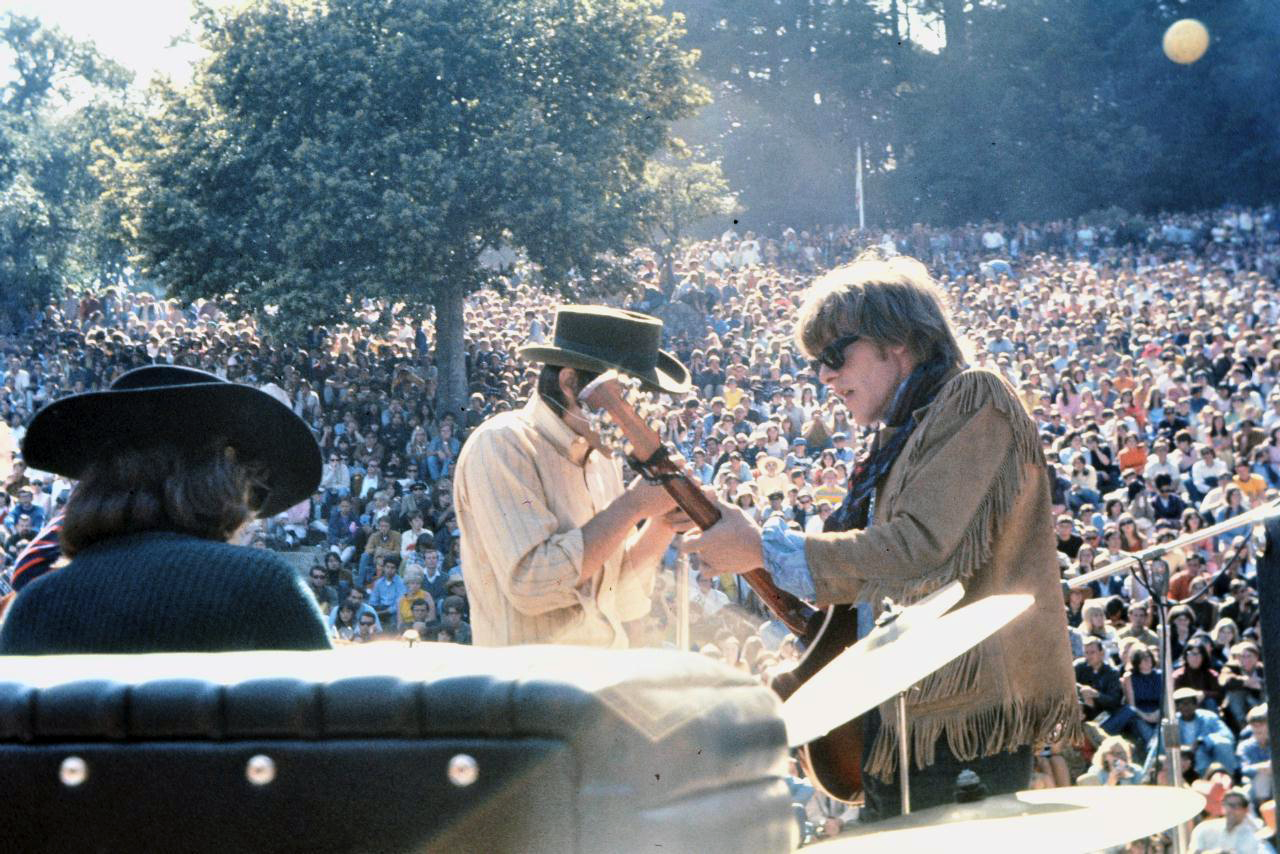
Spencer Dryden, Marty Balin und Paul Kantner von Jefferson Airplane auf der Fantasy Fair

Das Fantasy Fair and Magic Mountain Music Festival fand am 10. und 11. Juni 1967 im Cushing Memorial Amphitheatre auf dem Mount Tamalpais nördlich von San Francisco statt, eine Woche vor dem Monterey Pop Festival. Etwa 15.000 Besucher sahen ein bunt gemischtes Musikprogramm, darunter Canned Heat, Country Joe and the Fish, Captain Beefheart, The Byrds und Jefferson Airplane. Die Doors hatten hier ihren ersten größeren Auftritt.
Das Festival, das von dem Radiosender KFRC veranstaltet wurde, zählt zu den ersten Rockfestivals überhaupt. Es ist als Teil des Summer of Love 1967 zu sehen.
Der Eintritt betrug 2 $, alle Einnahmen wurden dem Hunters Point Child Care Center in San Francisco gespendet.

## Künstler

### Samstag, 10. Juni 1967
| - Mount Rushmore - Rodger Collins - Dionne Warwick - The Doors - The Lamp of Childhood - Canned Heat - Jim Kweskin Jug Band - Spanky and Our Gang | - Blackburn & Snow - The Sparrows - Every Mother’s Son - Kaleidoscope - The Chocolate Watch Band - The Mojo Men - The Merry-Go-Round |

### Sonntag, 11. Juni 1967
| - The Sons of Champlin - Jefferson Airplane - The Byrds mit Hugh Masekela - P. F. Sloan - Captain Beefheart & the Magic Band - The Seeds - The Grass Roots - The Loading Zone - Tim Buckley | - Every Mother’s Son - Steve Miller Blues Band - Country Joe and the Fish - The Fifth Dimension - The Lamp of Childhood - The Mystery Trend - Penny Nichols - The Merry-Go-Round - New Salvation Army Band |